# Methusalem

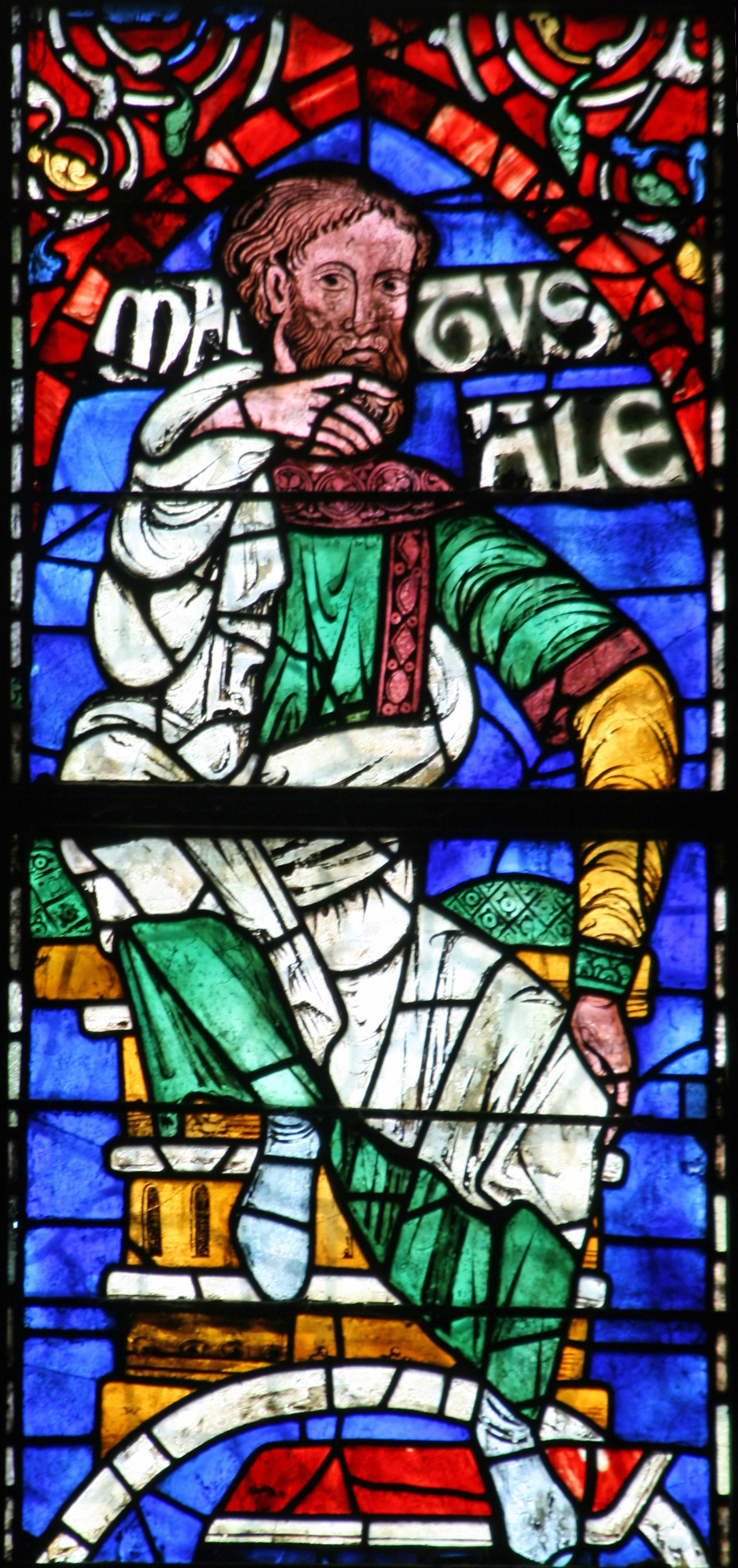
Darstellung Methusalems auf einem Glasfenster an der südwestlichen Seite des Querschiffs der Kathedrale von Canterbury, United Kingdom

Methusalem (oder Metuschelach, hebräisch מְתוּשֶׁלַח „Speerwerfer“) ist im Alten Testament (Gen 5,21–27 ) ein Urvater vor der Sintflut, Sohn des Henoch und Großvater von Noach (Noah).

## In der Bibel
Im Alter von 187 Jahren zeugte er  laut der Bibel Lamech, danach lebte er noch 782 Jahre („… und zeugte Söhne und Töchter“). Methusalem wurde also gemäß dem Bibelbericht 969 Jahre alt und ist damit der älteste in der Bibel erwähnte Mensch überhaupt. Die hier genannten Zahlen finden sich in der hebräischen Bibel. Sowohl der masoretische Text als auch die griechische Septuaginta und die daraus abgeleiteten ostkirchlichen christlichen Bibeln nennen ein Gesamtalter von 969 Jahren. Abweichend davon kommt der Samaritanus (eine besondere hebräische Version der Tora) „nur“ auf 720 Lebensjahre Methusalems.
Wenn man das Alter Methusalems und seines Nachkommen Lamech nach hebräischem Text wörtlich nimmt und mit den Lebensdaten Noachs und der Sintflut vergleicht, ist Methusalem kurz vor oder bei der Sintflut ums Leben gekommen (782 Jahre nach Lamechs Geburt entspricht 600 Jahre nach Noachs Geburt und dem Jahr der Sintflut). 
Methusalem-Metuschelach ist ein Nachkomme des Set und nicht zu verwechseln mit dem in Gen 4,18  erwähnten Metuschael, einem Nachkommen des Kain, obwohl beide einen Sohn namens Lamech zeugten und beide Namen in der Septuaginta als Mathusalah (μαθουσαλα) wiedergegeben werden.

## Im aktuellen Sprachgebrauch
Methusalem wird zum Beispiel in der deutschen Gegenwartssprache auch im übertragenen Sinne für einen sehr alten Mann oder den ältesten Mann einer Gruppe benutzt. „X ist bei uns der Methusalem“ bedeutet „er ist der älteste Mann bei uns“. Eine populäre Comicfigur ist Methusalix, der Dorfälteste in den Asterix-Comics.